# Micah Townshend
 Micah Townshend, eigentlich Micajah Townsend (* 13. Maijul. / 24. Mai 1749greg. in Oyster Bay, New York; † 23. April 1832 in Clarenceville, Québec) war ein US-amerikanischer Politiker, Anführer der Miliz und Anwalt, der von 1781 bis 1788 Secretary of State von Vermont war.

## Leben
Micah Townshend wurde in Oyster Bay, Long Island, als Sohn von Micajah Townsend und Elizabeth Platt geboren. Nach dem Besuch der Grundschule und privatem Unterricht bei einem Geistlichen besuchte er im Alter von 14 Jahren das College of Nassau Hall in Princeton, New Jersey. Dies schloss er nach vier Jahren mit dem Bachelor ab. Direkt nach dem Ende des Studiums arbeitete er in der Kanzlei des Richters Thomas Jones und erwarb dort eine juristische Ausbildung. Vier Jahre später erhielt er seine Zulassung als Anwalt.
Er machte sich als Anwalt in White Plains, New York, selbständig. Dort war er aktiv bis zum Beginn des Amerikanischen Unabhängigkeitskriegs. Er war Clerk des Westchester County committee of safety und kommandierte nach 1776 eine Einheit der Miliz des Countys gegen die Torys. Dort nahm er an der Schlacht von White Plains teil. Er war Delegierter in der New York Assembly. Im Streit um die Unabhängigkeit Vermonts vertrat Townshend zuerst die Interessen der Provinz New York. Später jedoch änderte er seine Meinung und vertrat die Interessen von Vermont.
Nachdem White Plains bei einem Feuer im Jahr 1778 zerstört worden war, siedelte er sich in Brattleboro an. Von 1781 bis 1787 war er Richter im Windham County Court und Richter und im Nachlassgericht. Er war zudem Secretary of the council of censors. Schließlich verkaufte er seinen Besitz und seine Anwaltspraxis nach mehr als 25 Jahren und zog im Jahr 1802 nach Farnham in Québec auf ein Grundstück, welches jedem Kind seines Schwiegervaters, dem Loyalisten Colonel Samuel Wells, von der britischen Krone als Kompensation für die im Krieg erlittenen Verluste zuerkannt worden war. Im Jahr 1816 übersiedelte er nach Clarenceville, um dort bei seinem Sohn Reverend Micajah Townshend zu leben.
Dort war er als Friedensrichter tätig. Der Earl of Dalhousie, Generalgouverneur von Britisch-Nordamerika, ernannte ihn zum Justizkommissar und beauftragte ihn als Richter für kleinere Fälle. Townshend war Freimaurer.
Er war mit Maria Wells mehr als 50 Jahre verheiratet. Maria Townshend starb im Jahr 1831, Micah Townshend überlebte sie um 10 Monate und starb am 23. April 1832 in Clarenceville, sein Grab befindet sich auf dem Cemetery of the parish of St. George in Clarenceville.